# Discografia di Natalie Cole
La discografia di Natalie Cole (1950-2015) è composta da 23 album in studio pubblicati tra il 1975 ed il 2013.

## Album

### Album in studio
| 1975                                                              | Inseparable - Pubblicato: 11 maggio 1975 - Etichetta: Capitol                                                 | 18  | 1  | —  | —  | —  | — | —  | —  | —  | —  | —  | - RIAA: Oro                                                                                   |
| 1976                                                              | Natalie - Pubblicato: 9 aprile 1976 - Etichetta: Capitol                                                      | 13  | 3  | —  | —  | —  | — | —  | 23 | —  | —  | —  | - RIAA: Oro                                                                                   |
| 1977                                                              | Unpredictable - Pubblicato: febbraio 1977 - Etichetta: Capitol                                                | 8   | 1  | —  | —  | —  | — | —  | —  | —  | —  | —  | - RIAA: Platino                                                                               |
| 1977                                                              | Thankful - Pubblicato: 16 novembre 1977 - Etichetta: Capitol                                                  | 16  | 5  | —  | —  | —  | — | —  | —  | —  | —  | —  | - RIAA: Platino                                                                               |
| 1979                                                              | I Love You So - Pubblicato: 19 marzo 1979 - Etichetta: Capitol                                                | 31  | 11 | —  | —  | —  | — | —  | —  | —  | —  | —  | - RIAA: Oro                                                                                   |
| 1979                                                              | We're the Best of Friends (con Peabo Bryson) - Pubblicato: novembre 1979 - Etichetta: Capitol                 | 44  | 7  | —  | —  | —  | — | —  | —  | —  | —  | —  |                                                                                               |
| 1980                                                              | Don't Look Back - Pubblicato: 15 maggio 1980 - Etichetta: Capitol                                             | 77  | 17 | —  | —  | —  | — | —  | —  | —  | —  | —  |                                                                                               |
| 1981                                                              | Happy Love - Pubblicato: 1981 - Etichetta: Capitol                                                            | 132 | 37 | —  | —  | —  | — | —  | —  | —  | —  | —  |                                                                                               |
| 1983                                                              | I'm Ready - Pubblicato: 1983 - Etichetta: Epic                                                                | 182 | 54 | —  | —  | —  | — | —  | —  | —  | —  | —  |                                                                                               |
| 1985                                                              | Dangerous - Pubblicato: 1985 - Etichetta: Modern                                                              | 140 | 48 | —  | —  | —  | — | —  | —  | —  | —  | —  |                                                                                               |
| 1987                                                              | Everlasting - Pubblicato: 17 giugno 1987 - Etichetta: Manhattan, Elektra                                      | 42  | 8  | —  | —  | —  | — | —  | 9  | —  | —  | 62 | - BPI: Argento - RIAA: Oro - RMNZ: Oro                                                        |
| 1989                                                              | Good to Be Back - Pubblicato: 19 aprile 1989 - Etichetta: EMI-USA, Elektra                                    | 59  | 21 | —  | —  | 57 | — | 93 | —  | —  | —  | 10 | - BPI: Oro                                                                                    |
| 1991                                                              | Unforgettable... with Love - Pubblicato: 28 maggio 1991 - Etichetta: Elektra                                  | 1   | 5  | 8  | 1  | 32 | 5 | 19 | 1  | 18 | 15 | 11 | - BPI: Oro - RIAA: 7x Platino - ARIA: 5x Platino - MC: 4x Platino - NVPI: Oro - RMNZ: Platino |
| 1993                                                              | Take a Look - Pubblicato: 24 maggio 1993 - Etichetta: Elektra                                                 | 26  | 14 | —  | 50 | 90 | — | —  | 36 | 46 | —  | 16 | - RIAA: Oro - MC: Oro - BVMI: Oro                                                             |
| 1994                                                              | Holly & Ivy - Pubblicato: 1º ottobre 1994 - Etichetta: Elektra                                                | 36  | 20 | —  | —  | —  | — | —  | —  | —  | —  | —  | - RIAA: Oro                                                                                   |
| 1996                                                              | Stardust - Pubblicato: 9 settembre 1996 - Etichetta: Elektra                                                  | 20  | 11 | —  | 33 | —  | — | —  | 12 | —  | —  | —  | - RIAA: Platino                                                                               |
| 1999                                                              | Snowfall on the Sahara - Pubblicato: 22 giugno 1999 - Etichetta: Elektra                                      | 163 | 64 | —  | —  | —  | — | —  | —  | —  | —  | —  |                                                                                               |
| 1999                                                              | The Magic of Christmas (con la London Symphony Orchestra) - Pubblicato: 19 novembre 1999 - Etichetta: Elektra | 157 | 84 | —  | —  | —  | — | —  | —  | —  | —  | —  |                                                                                               |
| 2002                                                              | Ask a Woman Who Knows - Pubblicato: 17 settembre 2002 - Etichetta: Verve                                      | 32  | 24 | 3  | —  | 67 | — | —  | 44 | —  | 52 | 63 | - BPI: Argento                                                                                |
| 2006                                                              | Leavin' - Pubblicato: 2 maggio 2006 - Etichetta: Elektra                                                      | 97  | 16 | —  | —  | 92 | — | —  | —  | —  | 76 | —  |                                                                                               |
| 2008                                                              | Still Unforgettable - Pubblicato: 9 settembre 2008 - Etichetta: DMI/Atco                                      | 19  | 8  | 1  | —  | —  | — | —  | —  | —  | —  | 59 |                                                                                               |
| 2008                                                              | Caroling, Caroling: Christmas with Natalie Cole - Pubblicato: 7 ottobre 2008 - Etichetta: Rhino               | —   | —  | 11 | —  | —  | — | —  | —  | —  | —  | —  |                                                                                               |
| 2013                                                              | Natalie Cole en Español - Pubblicato: 25 giugno 2013 - Etichetta: Verve                                       | 91  | —  | 2  | —  | —  | — | —  | —  | —  | —  | —  |                                                                                               |
| "—" indica che l'album non è entrato in classifica in quel Paese. | |     |    |    |    |    |   |    |    |    |    |    |                                                                                               |

### Album dal vivo
| 1978                                                              | Natalie...Live! - Pubblicato: 13 giugno 1978 - Etichetta: Capitol                                                                                       | 31  | 9  | —  | —  | —  | —  | - RIAA: Oro |
| 1996                                                              | A Celebration of Christmas (con José Carreras & Plácido Domingo) - Pubblicato: 29 ottobre 1996 - Etichetta: Erato                                       | —   | —  | 10 | 47 | 37 | 46 |             |
| 2010                                                              | The Most Wonderful Time of the Year (con il Mormon Tabernacle Choir) - Pubblicato: 7 settembre 2010 - Etichetta: Mormon Tabernacle/Intellectual Reserve | 185 | 31 | —  | —  | —  | —  |             |
| "—" indica che l'album non è entrato in classifica in quel Paese. | |     |    |    |    |    |    |             |

### Raccolte principali
| 1982                                                              | The Natalie Cole Collection - Pubblicato: 1982 - Etichetta: Capitol                            | —   | —  | —  | —  | —  | —  | —  |  |
| 1995                                                              | I've Got Love on My Mind - Pubblicato: 1995 - Etichetta: EMI-Capitol Special Markets           | —   | —  | —  | —  | —  | —  | —  |  |
| 1997                                                              | This Will Be: Natalie Cole's Everlasting Love - Pubblicato: 3 giugno 1997 - Etichetta: Capitol | —   | —  | —  | —  | —  | —  | —  |  |
| 2000                                                              | Greatest Hits, Vol. 1 - Pubblicato: 7 novembre 2000 - Etichetta: Elektra                       | 154 | 62 | —  | —  | —  | —  | —  |  |
| 2001                                                              | Love Songs - Pubblicato: 29 gennaio 2001 - Etichetta: Elektra/WSM                              | —   | —  | 44 | 25 | 11 | 44 | 79 |  |
| 2001                                                              | The Best of Natalie Cole - Pubblicato: 13 marzo 2001 - Etichetta: EMI-Capitol Special Markets  | —   | —  | —  | —  | —  | —  | —  |  |
| 2003                                                              | Anthology - Pubblicato: 27 marzo 2003 - Etichetta: The Right Stuff                             | —   | —  | —  | —  | —  | —  | —  |  |
| 2010                                                              | Original Album Series - Pubblicato: 1º maggio 2010 - Etichetta: Elektra/Rhino UK               | —   | —  | —  | —  | —  | —  | —  |  |
| "—" indica che l'album non è entrato in classifica in quel Paese. |                                                                                                |     |    |    |    |    |    |    |  |

## Singoli
| 1975                                                                                       | This Will Be                                  | 6  | 45 | 1  | —  | —  | 12 | —  | 18 | —  | —  | 32 | - BPI: Oro     | Inseparable                                      |
| 1975                                                                                       | Inseparable                                   | 32 | 20 | 1  | —  | —  | 49 | —  | —  | —  | —  | —  |                | Inseparable                                      |
| 1976                                                                                       | Sophisticated Lady (She's a Different Lady)   | 25 | —  | 1  | —  | —  | 55 | —  | —  | 4  | —  | —  |                | Natalie                                          |
| 1976                                                                                       | Mr. Melody                                    | 49 | 25 | 10 | —  | —  | 56 | —  | —  | —  | —  | —  |                | Natalie                                          |
| 1977                                                                                       | I've Got Love on My Mind                      | 5  | 45 | 1  | —  | —  | 5  | —  | —  | 22 | —  | —  | - RIAA: Oro    | Unpredictable                                    |
| 1977                                                                                       | Party Lights                                  | 79 | —  | 9  | —  | —  | —  | —  | —  | —  | —  | —  |                | Unpredictable                                    |
| 1977                                                                                       | Our Love                                      | 10 | 33 | 1  | —  | —  | 11 | —  | —  | —  | —  | —  | - RIAA: Oro    | Thankful                                         |
| 1978                                                                                       | Annie Mae                                     | —  | —  | 6  | —  | —  | —  | —  | —  | —  | —  | —  |                | Thankful                                         |
| 1978                                                                                       | Lucy in the Sky with Diamonds                 | —  | —  | 53 | —  | —  | —  | —  | —  | —  | —  | —  |                | Natalie...Live!                                  |
| 1979                                                                                       | Stand By                                      | —  | —  | 9  | —  | —  | —  | —  | —  | —  | —  | —  |                | I Love You So                                    |
| 1979                                                                                       | Sorry                                         | —  | —  | 34 | —  | —  | —  | —  | —  | —  | —  | —  |                | I Love You So                                    |
| 1979                                                                                       | Your Lonely Heart                             | —  | —  | 59 | —  | —  | —  | —  | —  | —  | —  | —  |                | I Love You So                                    |
| 1979                                                                                       | Gimme Some Time (con Peabo Bryson)            | —  | —  | 8  | —  | —  | —  | —  | —  | —  | —  | —  |                | We're the Best of Friends                        |
| 1980                                                                                       | What You Won't Do for Love (con Peabo Bryson) | —  | —  | 16 | —  | —  | —  | —  | —  | —  | —  | —  |                | We're the Best of Friends                        |
| 1980                                                                                       | Someone That I Used to Love                   | 21 | 3  | 21 | —  | —  | —  | —  | —  | —  | —  | —  |                | Don't Look Back                                  |
| 1980                                                                                       | Hold On                                       | —  | —  | 38 | —  | —  | —  | —  | —  | —  | —  | —  |                | Don't Look Back                                  |
| 1981                                                                                       | You Were Right Girl                           | —  | —  | 35 | —  | —  | —  | —  | —  | —  | —  | —  |                | Happy Love                                       |
| 1981                                                                                       | Nothin' But a Fool                            | —  | —  | 34 | —  | —  | —  | —  | —  | —  | —  | —  |                | Happy Love                                       |
| 1983                                                                                       | Too Much Mister                               | —  | —  | 45 | —  | —  | —  | —  | —  | —  | —  | —  |                | I'm Ready                                        |
| 1985                                                                                       | Dangerous                                     | 57 | —  | 16 | —  | —  | —  | —  | —  | —  | —  | —  |                | Dangerous                                        |
| 1985                                                                                       | A Little Bit of Heaven                        | 81 | 11 | —  | 28 | —  | —  | —  | —  | —  | —  | —  |                | Dangerous                                        |
| 1985                                                                                       | Secrets                                       | —  | —  | —  | —  | —  | —  | —  | —  | —  | —  | —  |                | Dangerous                                        |
| 1987                                                                                       | Jump Start                                    | 13 | —  | 2  | —  | —  | 53 | —  | —  | 20 | —  | 44 |                | Everlasting                                      |
| 1987                                                                                       | I Live for Your Love                          | 13 | 2  | 4  | —  | —  | 50 | —  | —  | —  | —  | 86 |                | Everlasting                                      |
| 1987                                                                                       | Over You (con Ray Parker Jr.)                 | —  | 38 | 10 | —  | —  | —  | —  | —  | —  | —  | 65 |                | After Dark                                       |
| 1988                                                                                       | Pink Cadillac                                 | 5  | 16 | 9  | 6  | 11 | 4  | 5  | 26 | 4  | 2  | 5  | - MC: Oro      | Everlasting                                      |
| 1988                                                                                       | When I Fall in Love                           | 95 | 14 | 31 | —  | —  | 28 | —  | —  | —  | —  | —  |                | Everlasting                                      |
| 1988                                                                                       | Everlasting                                   | —  | —  | —  | —  | —  | —  | 38 | —  | 20 | —  | 28 |                | Everlasting                                      |
| 1988                                                                                       | Jump Start (re-release)                       | —  | —  | —  | —  | —  | —  | —  | —  | —  | —  | 36 |                | Everlasting                                      |
| 1988                                                                                       | I Live for Your Love (re-release)             | —  | —  | —  | —  | —  | —  | —  | —  | —  | —  | —  |                | Everlasting                                      |
| 1989                                                                                       | Miss You Like Crazy                           | 7  | 1  | 1  | 34 | —  | 19 | 22 | 13 | 40 | —  | 2  | - BPI: Argento | Good to Be Back                                  |
| 1989                                                                                       | I Do (con Freddie Jackson.)                   | —  | —  | 7  | —  | —  | —  | —  | —  | —  | —  | —  |                | Good to Be Back                                  |
| 1989                                                                                       | The Rest of the Night                         | —  | —  | —  | —  | —  | —  | —  | —  | —  | —  | 56 |                | Good to Be Back                                  |
| 1989                                                                                       | As a Matter of Fact                           | —  | —  | 52 | —  | —  | —  | —  | —  | —  | —  | —  |                | Good to Be Back                                  |
| 1990                                                                                       | Starting Over Again                           | —  | 5  | —  | —  | —  | —  | —  | —  | —  | —  | 56 |                | Good to Be Back                                  |
| 1990                                                                                       | Wild Women Do                                 | 34 | —  | —  | 37 | —  | —  | 37 | —  | 35 | —  | 16 |                | Pretty Woman: Original Motion Picture Soundtrack |
| 1991                                                                                       | Unforgettable (con Nat King Cole)             | 14 | 3  | 10 | 2  | —  | 15 | 78 | 15 | 7  | —  | 19 | - RIAA: Oro    | Unforgettable...with Love                        |
| 1991                                                                                       | The Christmas Song                            | —  | 22 | —  | —  | —  | —  | —  | —  | —  | —  | —  |                | /                                                |
| 1992                                                                                       | The Very Thought of You                       | —  | 34 | —  | —  | —  | —  | —  | —  | —  | —  | 71 |                | Unforgettable...with Love                        |
| 1993                                                                                       | Take a Look                                   | —  | 37 | 68 | —  | —  | —  | —  | —  | —  | —  | —  |                | Take a Look                                      |
| 1996                                                                                       | When I Fall in Love (con Nat King Cole)       | —  | —  | —  | —  | —  | —  | —  | —  | —  | —  | —  |                | Stardust                                         |
| 1997                                                                                       | A Smile Like Yours                            | 84 | 8  | —  | —  | —  | —  | —  | —  | —  | —  | —  |                | A Smile Like Yours (Original Soundtrack Album)   |
| 1998                                                                                       | The Christmas Song (re-release)               | —  | —  | —  | —  | 29 | —  | 30 | —  | 37 | 29 | —  |                | /                                                |
| 1999                                                                                       | Snowfall on the Sahara                        | —  | 25 | —  | —  | —  | —  | —  | —  | —  | —  | —  |                | Snowfall on the Sahara                           |
| 1999                                                                                       | Say You Love Me                               | —  | —  | 82 | —  | —  | —  | —  | —  | —  | —  | —  |                | Snowfall on the Sahara                           |
| 2000                                                                                       | Angel on My Shoulder                          | —  | 14 | —  | —  | —  | —  | —  | —  | —  | —  | —  |                | Greatest Hits, Vol. 1                            |
| 2000                                                                                       | Livin' for Love                               | —  | —  | —  | —  | —  | —  | 96 | —  | —  | —  | —  |                | Greatest Hits, Vol. 1                            |
| 2006                                                                                       | Day Dreaming                                  | —  | 29 | 77 | —  | —  | —  | —  | —  | —  | —  | —  |                | Leavin'                                          |
| "—" indica che l'album non è entrato in classifica o non è stato pubblicato in quel Paese. |                                               |    |    |    |    |    |    |    |    |    |    |    |                |                                                  |